# Старо-Никольский мост
Ста́ро-Нико́льский мост — автодорожный металлический балочный мост через Крюков канал в Адмиралтейском районе Санкт-Петербурга, соединяет Спасский и Покровский острова. Объект культурного наследия России регионального значения.

## Расположение
Расположен по оси Садовой улицы, в месте пересечения Крюкова канала с каналом Грибоедова. Образует ансамбль с расположенными рядом Пикаловым и Красногвардейским мостами через канал Грибоедова.
Рядом с мостом расположены Никольский рынок и Никольский собор.
Выше по течению находится Кашин мост, ниже — Смежный мост.
Ближайшие станции метрополитена — «Садовая», «Сенная площадь», «Спасская».

## Название
Название известно с 1793 года и дано по расположенному рядом Никольскому собору. Первоначально мост назывался Никольским. С 1849 года, после того как расположенный рядом мост через Екатерининский канал стали называть Ново-Никольским, мост через Крюков канал получил название Старый Никольский или Старо-Никольский.

## История
С 1717—1720-х годов на этом месте существовал деревянный мост. В 1784—1786 годах мост был перестроен по типовому проекту для мостов Крюкова канала в трёхпролётный деревянный на опорах из бутовой кладки, облицованных гранитом. Автор проекта неизвестен. На протяжении XIX века мост неоднократно ремонтировался: центральный разводной пролёт был заменён постоянным, в 1842 году были установлены новые перильные ограждения.
В 1887 году был произведен капитальный ремонт моста для прокладки по нему линии конки. Устои и промежуточные опоры были переложены, уложено новое пролётное строение балочной системы, состоящее из двойных по высоте прогонов на шпонках. Работы производились по проекту архитектора городской управы А. С. Лыткина и под его наблюдением. Перекладка опор велась в сухом котловане за перемычками с водоотливом:253. 11 октября 1887 года мост был торжественно открыт в присутствии градоначальника, городского Головы и членов Управы, которые после освящения моста совершили пробный рейс в вагоне конки:110.
В 1905—1906 годах в связи с намеченным открытием трамвайного движения по Садовой улице, мост перестроен по проекту инженеров А. П. Пшеницкого, К. В. Ефимьева, В. А. Берса. Опоры моста были переложены и уширены, деревянные балки пролётного строения были заменены на металлические клёпаные, утолщены подпорные стенки набережной, примыкающие к мосту. Ширина моста увеличилась с 13,6 до 20,2 м:12. Также были установлены новые перильные ограждения. На время производства работ был возведён временный пешеходный мост. Работы по перестройке моста производились подрядчиками Петровым, Юренским, Качуриным и Ржешевским с декабря 1905 года до 15 сентября 1906 года; мост был принят и испытан 21 сентября 1906 года. Технический надзор строительных работ осуществлял инженер А. П. Пшеницкий:130—131. Стоимость работ составила 65 457 руб.:12
В 1988 году выполнены работы по замене гидроизоляции, диабазовое мощение было заменено асфальтобетонным покрытием. В 1994—1995 годах отремонтированы карнизы, тротуарные консоли и балочная клетка пролётного строения.
К концу 1990-х годов возникла необходимость в ремонте и реконструкции моста из-за неудовлетворительного состояния конструкций пролётного строения. Заказчиком работ являлся Комитет по благоустройству и дорожному хозяйству администрации Санкт-Петербурга, генподрядчиком — ООО «Ризалит». Работы начались в декабре 2003 года. На время производства работ был возведён временный пешеходно-коммуникационный мост. В ходе работ на мосту были отремонтированы и усилены металлоконструкции пролётного строения, устроена железобетонная плита в основании проезжей части, усилены устои и опоры моста, уложена новая гидроизоляция и покрытие проезжей части с заменой трамвайных путей, отреставрировано перильное ограждение. Кроме того, выполнено укрепление и восстановление гранитной облицовки прилегающих участков набережной Крюкова канала. 21 октября 2004 года мост был принят государственной комиссией после ремонта.

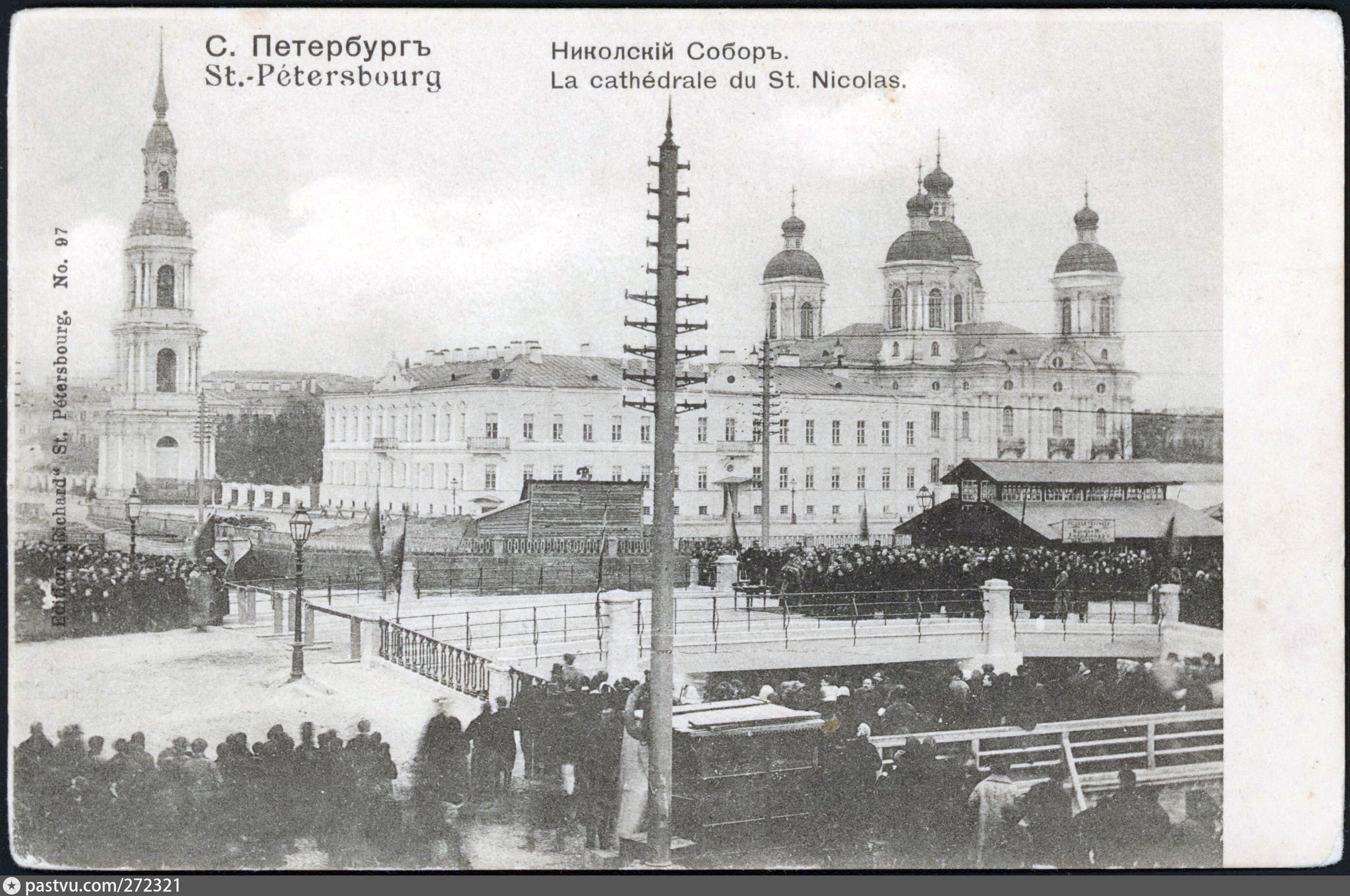
Открытие моста после ремонта в 1887 году
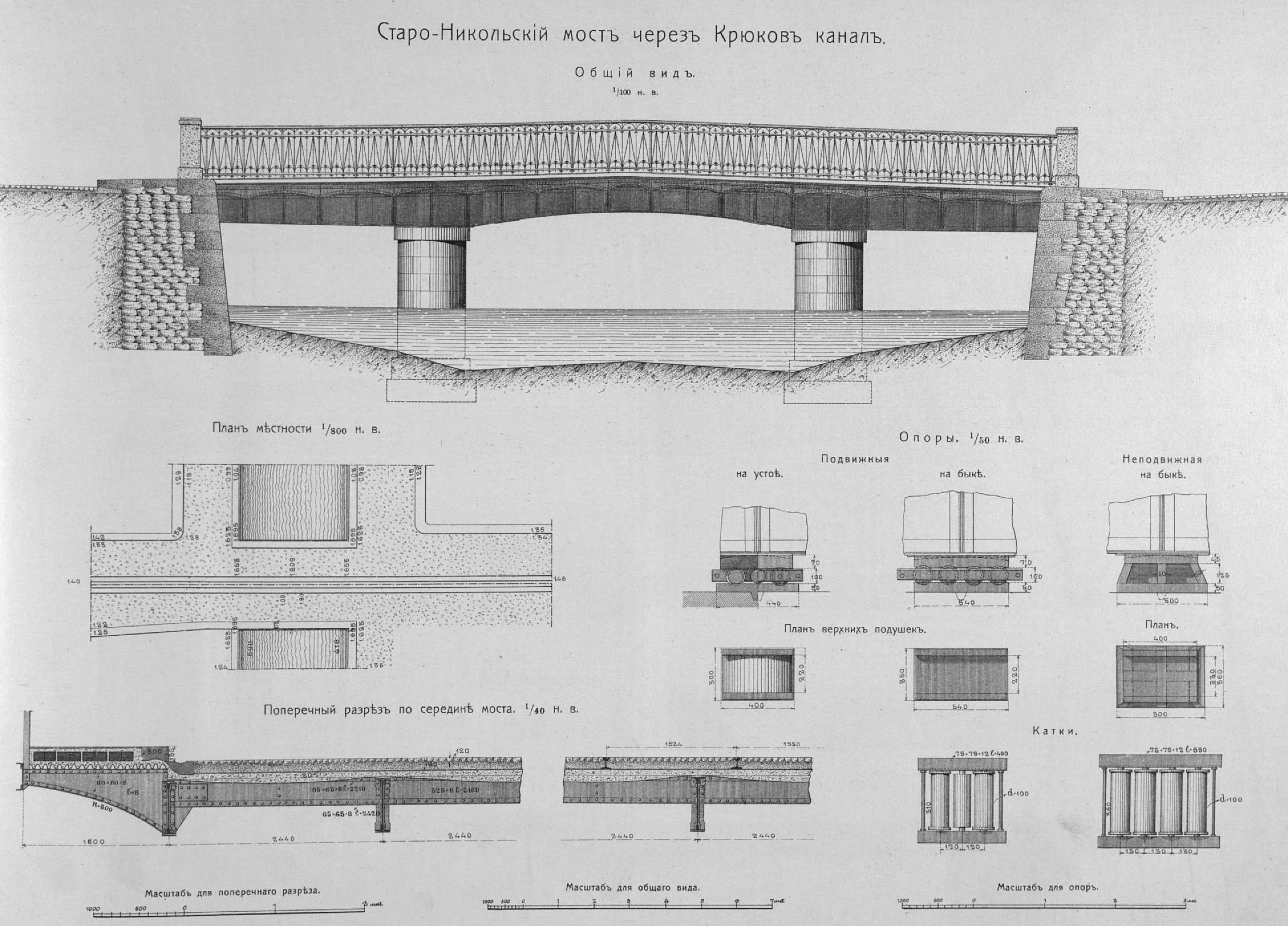
Проект перестройки моста. 1905—1906 гг.
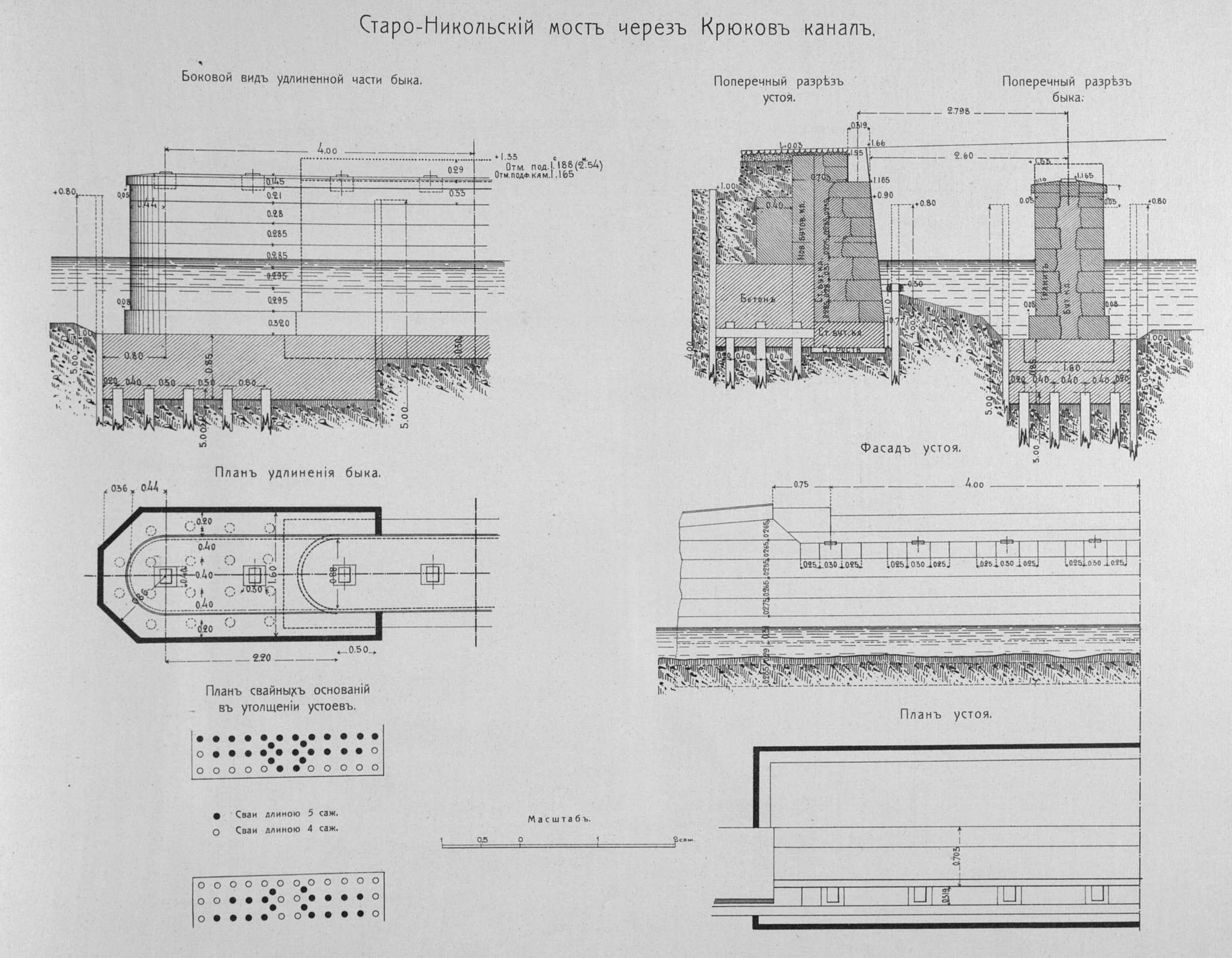
Проект перестройки моста. 1905—1906 гг.
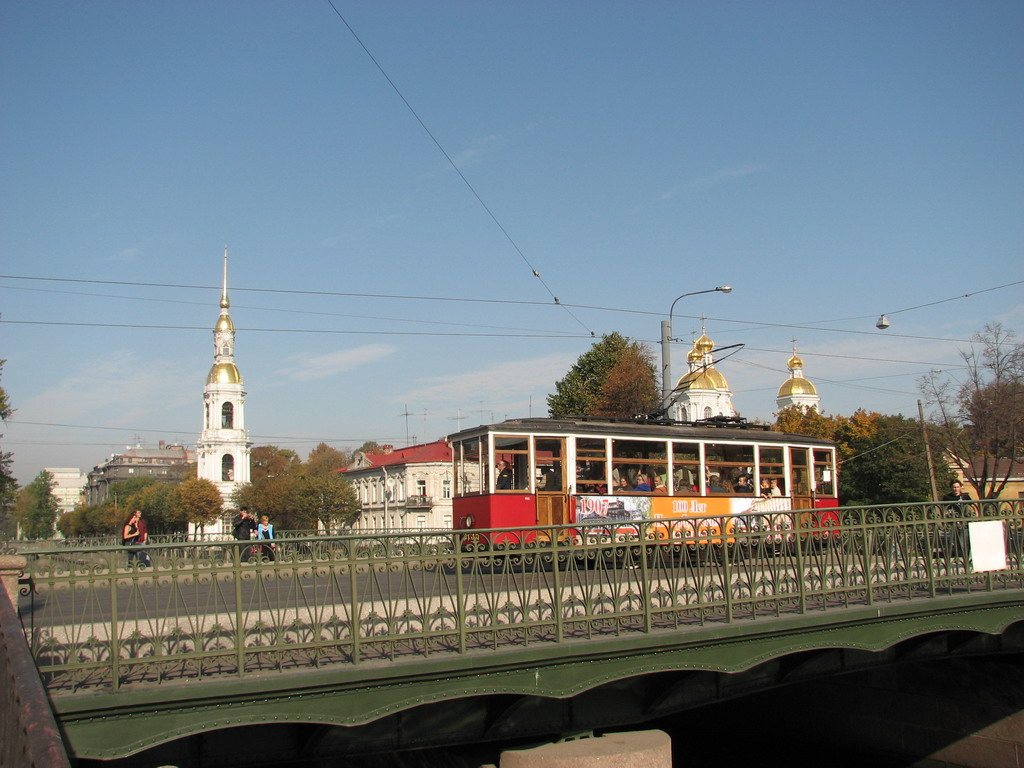
Трамвай МС-2 на Старо-Никольском мосту, 2007 год

## Конструкция
Мост трёхпролётный металлический, балочно-неразрезной системы. Разбивка на пролёты 5,95 + 11,16 + 5,95 м. Пролётное строение состоит из 8 стальных двутавровых балок с криволинейным очертанием нижнего пояса, объединённых поперечными балками. Расстояние между осями главных балок — 2,45 м, шаг поперечных балок 1,1 м. Низ балок в среднем пролёте имеет вогнутое очертание по параболе для увеличения подмостового габарита. Сверху балок устроена железобетонная плита. Тротуары вынесены на консоли. Устои и промежуточные опоры бутовой кладки с массивной гранитной облицовкой. Общая ширина моста составляет 20,2 м (из них ширина проезжей части — 17 м и два тротуара по 1,6 м), длина моста — 24,3 (28) м. 
Мост предназначен для движения трамваев, автотранспорта и пешеходов. Проезжая часть моста включает в себя 4 полосы для движения автотранспорта (в том числе 2 трамвайных пути). Покрытие проезжей части и тротуаров — асфальтобетон. Тротуары отделены от проезжей части высоким гранитным поребриком. Перильное ограждение металлическое, художественной ковки, завершается на устоях гранитными тумбами.